# Anatoli de Constantinoble
Anatoli de Constantinoble (grec antic: Ἀνατόλιος; llatí: Anatolius) (Alexandria, segle iv - Constantinoble, 3 de juliol de 458) va ser patriarca de Constantinoble de l'any 449 fins a la seva mort.
És venerat com a sant per diverses confessions cristianes. Va presidir l'any 450 un sínode a Constantinoble que va condemnar Eutiques i els seus seguidors i va estar present al concili de Calcedònia de l'any 451, on es va discutir sobre el rang de les seus de Constantinoble i Roma, de la qual n'era bisbe Lleó. Es conserva una carta escrita per Anatoli a Lleó sobre l'afer datada l'any 457.